# Rainer Holbe
Rainer Holbe (Komotau, 10 februari 1940 – Frankfurt am Main, 15 augustus 2025) was een Duitse tv-presentator, auteur en journalist.

## Carrière
Rainer Holbe leerde eerst het beroep van uitgever. Zijn journalistieke carrière begon bij de Frankfurter Rundschau, waar hij tot 1965 redacteur was. Hij werd bekend door zijn werken voor geïllustreerde bladen, de radiozenders HR, Antenne Bayern en Radio Luxembourg en de tv-zenders ZDF, RTL en Sat.1.
Hij werd ontdekt als presentator tijdens een door de HR georganiseerde casting, toen voor de uitzending Bunter Abend (uitgezonden door NDR en HR) een opvolger werd gezocht voor quizmaster en presentator Hans-Joachim Kulenkampff. Hij nam deel aan deze quizmaster-wedstrijd om later hieromtrent een reportage te schrijven voor de Frankfurter Rundschau. Tot 1972 was hij leider van het Frankfurter kantoor van mediaconcern Burda.
Zijn eerste uitzending was Der verflixte Monat – ein Quiz zum Zeitgeschehen (1968 tot 1972). Zijn show Starparade (1968 tot 1980) behoorde tot de succesvolste niveaus van het ZDF. In 1987 werd Holbe geëerd met de Goldene Kamera. Hij presenteerde bij RTL de talkshow Die Woche (1988 tot 1992). Van 1980 tot 1990 presenteerde hij het RTL-ontbijt-tv-programma Guten Morgen Deutschland en de uitzending Unglaubliche Geschichten (1984 tot 1988), een niveau dat hij bij Sat.1 nieuw uitbracht met Phantastische Phänomene (1992/93). In beide afleveringen hield hij zich, samen met de parapsycholoog Elmar R. Gruber, bezig met ogenschijnlijk mysterieuze ervaringen.
Aan de wissel van RTL naar Sat.1 waren antisemitische verwijten voorafgegaan, die het tijdschrift Stern tegen Holbe had geuit. In maart 1990 publiceerde hij bij de Knaur-uitgeverij in de RTL-editie het boek Warum passiert mir das?, waarin hij uitspraken van meerdere zogenaamde 'gevoeligen' uitbeeldde, die hem zogenaamd door een bovennatuurlijk wezen uit het hiernamaals opgelegd werden. Deze geesten zouden hem details uit het vroegere leven van prominenten hebben gegeven, waaronder die van de in 1987 overleden presentator Hans Rosenthal. Na diverse uitspraken over het jodendom te hebben gedaan, wilden zijn collega's niet meer met hem samenwerken, waarop RTL hem op staande voet de laan uitstuurde. Volgens andere bronnen zou de beëindiging van de samenwerking op vriendschappelijke basis zijn geregeld. Einde maart 1990 trok de Knaur-uitgeverij het boek uit de handel terug. Holbe schreef meer dan 30 boeken, meestal documentaire romans en handboeken over bewustwording.

## Privéleven
Voorheen woonde hij in Luxemburg, later in Frankfurt am Main.
Holbe overleed op 15 augutus 2025 op 85-jarige leeftijd.
- Bibsys: 5021848
- Gemeinsame Normdatei: 115599177
- International Standard Name Identifier: 0000 0001 0964 1849
- Library of Congress Control Number: no98070330
- Nationale Bibliotheek van Letland: 000047044
- Nationale Bibliotheek van Tsjechië: jn20000602976
- Virtual International Authority File: 263352823
- WorldCat: E39PBJm9fQMPv7cR3PH6xgpXVC